# راسيل درايسديل
راسيل درايسديل (بالإنجليزية: Russell Drysdale)‏ هو رسام أسترالي، ولد في 7 فبراير 1912 في بونكور رجيس ‏ في المملكة المتحدة، وتوفي في 29 يونيو 1981 في سيدني في أستراليا.

## وصلات خارجية
- راسيل درايسديل على موقع الموسوعة البريطانية (الإنجليزية)